# 攀援吊石苣苔
攀援吊石苣苔（学名：Lysionotus chingii）为苦苣苔科吊石苣苔属下的一个种。

## 扩展阅读
- 維基物種上的相關：攀援吊石苣苔